# Andreï Denissov
Andreï Ivanovitch Denissov (Андре́й Ива́нович Дени́сов); né le 3 octobre 1952 à Kharkov, est un diplomate russe, actuel ambassadeur de la fédération de Russie à Pékin, depuis le 23 avril 2013. Ancien élève de l'Institut d'État des relations internationales de Moscou (1974), il parle couramment l'anglais et le chinois.
De 2006 à 2013, il était premier vice-ministre des Affaires étrangères, après avoir de 2004 à 2006 siégé comme représentant permanent de la Russie à l'Organisation des Nations unies et au conseil de sécurité des Nations unies. Il a le rang de ministre plénipotentiaire et extraordinaire depuis 2003.